# Campionato asiatico e oceaniano femminile di pallavolo 2003
Il XII campionato asiatico e oceaniano femminile di pallavolo si è svolto dal 20 al 27 settembre 2003 a Ho Chi Minh, in Vietnam. Al torneo hanno partecipato 10 squadre nazionali asiatiche ed oceaniane e la vittoria finale è andata per la decima volta, la nona consecutiva, alla Cina.

## Gironi
| Girone A                                          | Girone B                                                |
| ------------------------------------------------- | ------------------------------------------------------- |
| Australia Cina Corea del Sud Filippine Kazakistan | Giappone Nuova Zelanda Taipei cinese Thailandia Vietnam |

## Fase finale

### Finali 1º - 3º posto
|  | Quarti        | Quarti        |          |            | Semifinale         | Semifinale         |  |  | Finale 1º/2º posto | Finale 1º/2º posto |
|  |               |               |          |            |                    |                    |  |  |                    |                    |
|  |               |               |          |            |                    |                    |  |  |                    |                    |
|  |               |               |          |            |                    |                    |  |  |                    |                    |
|  | Cina          | 3             |          |            |                    |                    |  |  |                    |                    |
|  | Cina          | 3             |          |            |                    |                    |  |  |                    |                    |
|  | Vietnam       | 0             |          |            |                    |                    |  |  |                    |                    |
|  | Vietnam       | 0             | Cina     | 3          |                    |                    |  |  |                    |                    |
|  |               |               | Cina     | 3          |                    |                    |  |  |                    |                    |
|  |               | Thailandia    | 0        |            |                    |                    |  |  |                    |                    |
|  | Thailandia    | Thailandia    | 0        | 3          |                    |                    |  |  |                    |                    |
|  | Thailandia    |               |          | 3          |                    |                    |  |  |                    |                    |
|  | Kazakistan    | 0             |          |            |                    |                    |  |  |                    |                    |
|  | Kazakistan    | 0             | Cina     | 3          |                    |                    |  |  |                    |                    |
|  |               |               | Cina     | 3          |                    |                    |  |  |                    |                    |
|  |               | Giappone      | 0        |            |                    |                    |  |  |                    |                    |
|  | Giappone      | Giappone      | 0        | 3          |                    |                    |  |  |                    |                    |
|  | Giappone      |               |          | 3          |                    |                    |  |  |                    |                    |
|  | Filippine     | 0             |          |            |                    |                    |  |  |                    |                    |
|  | Filippine     | 0             | Giappone | 3          | Finale 3º/4º posto | Finale 3º/4º posto |  |  |                    |                    |
|  |               |               | Giappone | 3          | Finale 3º/4º posto | Finale 3º/4º posto |  |  |                    |                    |
|  |               | Corea del Sud | 0        |            |                    |                    |  |  |                    |                    |
|  | Corea del Sud | Corea del Sud | 0        | 3          | Corea del Sud      | 3                  |  |  |                    |                    |
|  | Corea del Sud |               |          | 3          | Corea del Sud      | 3                  |  |  |                    |                    |
|  | Taipei cinese | 0             |          | Thailandia | 1                  |                    |  |  |                    |                    |
|  | Taipei cinese | 0             |          |            | 1                  |                    |  |  |                    |                    |
|  |               |               |          |            |                    |                    |  |  |                    |                    |
|  |               |               |          |            |                    |                    |  |  |                    |                    |

### Finali 5º - 7º posto
|  | 5º posto - 8º posto | 5º posto - 8º posto | 5º posto - 8º posto |         |               | Finale 5º/6º posto | Finale 5º/6º posto | Finale 5º/6º posto |  |
|  |                     |                     |                     |         |               |                    |                    |                    |  |
|  | Taipei cinese       | Taipei cinese       | 3                   |         |               |                    |                    |                    |  |
|  | Taipei cinese       | Taipei cinese       | 3                   |         |               |                    |                    |                    |  |
|  | Filippine           | Filippine           | 0                   |         |               |                    |                    |                    |  |
|  | Filippine           | Filippine           | 0                   |         | Taipei cinese | Taipei cinese      | 3                  |                    |  |
|  |                     |                     |                     |         | Taipei cinese | Taipei cinese      | 3                  |                    |  |
|  |                     |                     | Vietnam             | Vietnam | 0             |                    |                    |                    |  |
|  | Vietnam             | Vietnam             | Vietnam             | Vietnam | 0             | 3                  |                    |                    |  |
|  | Vietnam             | Vietnam             |                     |         |               | 3                  |                    |                    |  |
|  | Kazakistan          | Kazakistan          | 2                   |         |               | Finale 7º/8º posto | Finale 7º/8º posto | Finale 7º/8º posto |  |
|  | Kazakistan          | Kazakistan          | 2                   |         |               |                    |                    |                    |  |
|  |                     |                     |                     |         |               |                    |                    |                    |  |
|  |                     |                     |                     |         |               | Kazakistan         | Kazakistan         | 3                  |  |
|  |                     |                     |                     |         |               | Kazakistan         | Kazakistan         | 3                  |  |
|  |                     |                     |                     |         |               | Filippine          | Filippine          | 0                  |  |

## Classifica finale
| Classifica | Squadre       |
| ---------- | ------------- |
|            | Cina          |
|            | Giappone      |
|            | Corea del Sud |
| 4          | Thailandia    |
| 5          | Taipei cinese |
| 6          | Vietnam       |
| 7          | Kazakistan    |
| 8          | Filippine     |
| 9          | Australia     |
| 10         | Nuova Zelanda |